# Huesca-Pirineos / Airport
Huesca-Pirineos / Airport är en flygplats i Spanien.   Den ligger i provinsen Provincia de Huesca och regionen Aragonien, i den nordöstra delen av landet, 300 km nordost om huvudstaden Madrid. Huesca-Pirineos / Airport ligger 539 meter över havet.
Terrängen runt Huesca-Pirineos / Airport är huvudsakligen lite kuperad. Huesca-Pirineos / Airport ligger uppe på en höjd. Runt Huesca-Pirineos / Airport är det mycket glesbefolkat, med 6 invånare per kvadratkilometer. Närmaste större samhälle är Huesca, 9,3 km nordväst om Huesca-Pirineos / Airport. Trakten runt Huesca-Pirineos / Airport består till största delen av jordbruksmark.